# Masalia cruentata
Heliothis cruentata là một loài bướm đêm trong họ Noctuidae.